# Championnat de Niue de football
Le championnat de Niue de football est une compétition sportive créée en 1985 mettant aux prises les meilleurs clubs de football à Niue. Le championnat est composé de 10 clubs et ceux-ci sont amateurs.

## Liste des clubs
- Alofi FC
- Ava
- Avatele
- Hakupu
- Liku
- Makefu FC
- Muta
- Talava FC
- Tuapa
- Vaiea

## Vainqueur par saison
- 1985: Alofi FC
- 1986-97: inconnu
- 1998: Lakepa
- 1999: Talava FC
- 2000: Talava FC
- 2001: Alofi FC
- 2002: inconnu
- 2003: inconnu
- 2004: Talava FC
- 2005: Talava FC[1]
- 2006-09: inconnu
- 2010: Vaiea United
- 2011: Vaiea Sting
- 2012: Vaiea Sting

## Palmarès
| Rang | Clubs        | Titre(s) | Année(s)               |
| ---- | ------------ | -------- | ---------------------- |
| 1    | Talava FC    | 4        | 1999, 2000, 2004, 2005 |
| 2    | Alofi FC     | 2        | 1985, 2001             |
| 3    | Vaiea Sting  | 2        | 2011, 2012             |
| 4    | Lakepa       | 1        | 1998                   |
| 5    | Vaiea United | 1        | 2010                   |